# Velika nagrada Modene 1936
Velika nagrada Modene 1936 je bila osemnajsta neprvenstvena dirka za Veliko nagrado v sezoni 1936. Odvijala se je 21. septembra 1936 v italijanskem mestu Modena.

## Poročilo
Scuderia Ferrari je na dirko poslala kar pet dirkalnikov, zastopali so jo Tazio Nuvolari, Francesco Severi, Mario Tadini, Giuseppe Farina in Carlo Pintacuda. Nuvolari je nastopil z novim dirkalnikom Alfa Romeo 12C-36 in osvojil najboljši štartni položaj, toda najbolje je štartal Tadini, ki je povedel pred Biondettijem in Nuvolarijem. Slednji je že kmalu prehitel Biondettija, ki je nato že v prvem krogu odstopil, v tretjem krogu pa je prehitel še Tadinija in prevzel vodstvo. Za njima so dirkali še Farina, Pintacuda, Severi, Ferdinando Barbieri, Renato Dusio in Pietro Ghersi. Na polovici dirke je imel Nuvolari enajst sekund prednosti pred Tadinijem. Vrstni red pri vrhu se do konca ni več spremenil in Ferrari je osvojil štirikratno zmago, Nuvolari pa s to zmago tudi naslov italijanskega prvaka.

## Rezultati

### Štartna vrsta
| _______3_______ Tadini Alfa Romeo    |                                   | _______2_______ Biondetti Alfa Romeo |                                   | _______1_______ Nuvolari Alfa Romeo |
|                                      | _______5_______ Severi Alfa Romeo |                                      | _______4_______ Farina Alfa Romeo |                                     |
| _______8_______ Pintacuda Alfa Romeo |                                   | _______7_______ Battaglia Alfa Romeo |                                   | _______6_______ Ghersi Maserati     |
|                                      | _______10______ Dusio Maserati    |                                      | _______9_______ Barbieri Maserati |                                     |
|                                      |                                   |                                      |                                   | _______11_______ de Rham Alfa Romeo |

### Dirka
| Poz | Št | Dirkač                          | Moštvo             | Dirkalnik         | Krogi | Čas/Odstop  | Št. m. |
| --- | -- | ------------------------------- | ------------------ | ----------------- | ----- | ----------- | ------ |
| 1   | 2  | Tazio Nuvolari                  | Scuderia Ferrari   | Alfa Romeo 12C-36 | 50    | 1:26:58,4   | 1      |
| 2   | 6  | Mario Tadini                    | Scuderia Ferrari   | Alfa Romeo 8C-35  | 50    | + 9,4 s     | 3      |
| 3   | 4  | Giuseppe Farina                 | Scuderia Ferrari   | Alfa Romeo 8C-35  | 49    | +1 krog     | 4      |
| 4   | 8  | Francesco Severi                | Scuderia Ferrari   | Alfa Romeo 2900A  | 47    | +3 krogi    | 5      |
| 5   | 16 | Ferdinando Barbieri             | Scuderia Maremanna | Maserati 6C-34    | 46    | +4 krogi    | 9      |
| 6   | 12 | Giovanni Battaglia              | Privatnik          | Alfa Romeo P3     | 46    | +4 krogi    | 7      |
| 7   | 20 | Renato Dusio                    | Scuderia Torino    | Maserati 6C-34    | 46    | +4 krogi    | 10     |
| Ods | 10 | Carlo Pintacuda                 | Scuderia Ferrari   | Alfa Romeo 2900A  | 10    | Diferencial | 8      |
| Ods | 14 | Giacomo de Rham Luigi Villoresi | Scuderia Maremmana | Maserati 6C-34    | 6     | Meh. okvara | 11     |
| Ods | 22 | Pietro Ghersi                   | Scuderia Torino    | Maserati 6C-34    | 6     |             | 6      |
| Ods | 18 | Clemente Biondetti              | Scuderia Maremanna | Alfa Romeo P3     | 1     |             | 7      |
| DNA | ?  | Eugenio Siena                   | Scuderia Torino    | Maserati 6C-34    |       |             |        |